# Mokri Lug (Bijelo Polje)
Pour les articles homonymes, voir Mokri Lug.
Mokri Lug (en serbe cyrillique : Мокри Луг) est un village du nord-est du Monténégro, dans la municipalité de Bijelo Polje.

## Démographie

### Évolution historique de la population[1]
| 1948 | 1953 | 1961 | 1971 | 1981 | 1991 | 2003 |
| ---- | ---- | ---- | ---- | ---- | ---- | ---- |
| 110  | 103  | 136  | 132  | 118  | 63   | 47   |